# Ozola eurycraspis
Ozola eurycraspis är en fjärilsart som beskrevs av Louis Beethoven Prout 1922. Ozola eurycraspis ingår i släktet Ozola och familjen mätare. Inga underarter finns listade i Catalogue of Life.